# 프린세스 타워
프린세스 타워(Princess Tower)는 아랍에미리트 연방 두바이 마리나에 있는 마천루이다. 2012년부터 2015년까지 세계에서 가장 높은 주거용 건물이였다.

## 같이 보기
- 두바이의 마천루 목록
- 100층 이상의 마천루 목록
- 아랍에미리트의 마천루 목록
- 월드 원